# Pfarrhof (Saxen)

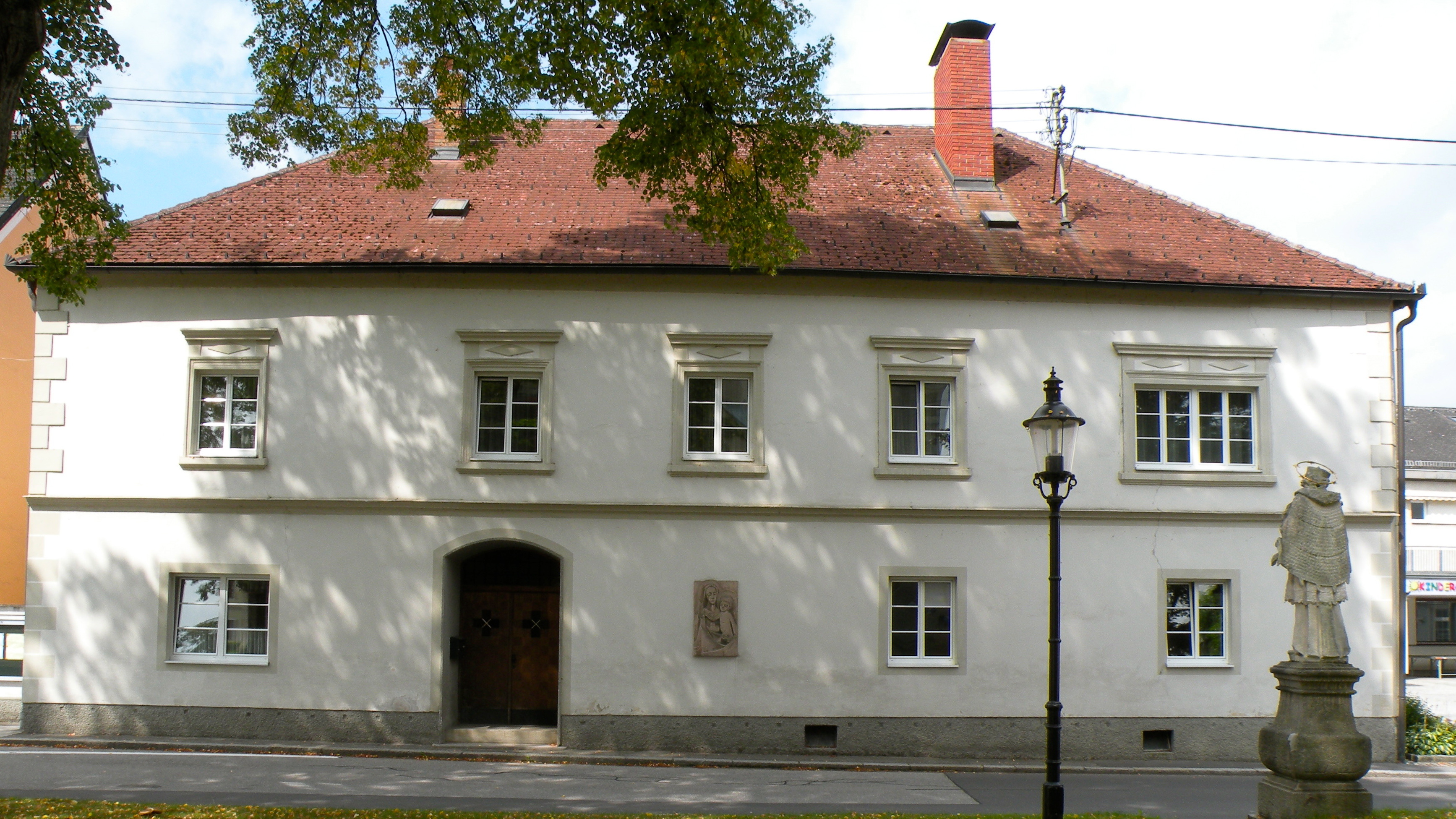
Pfarrhof in Saxen und Nepomukfigur

Der Pfarrhof in Saxen, einer Marktgemeinde in Oberösterreich im Bezirk Perg, wurde im 18. Jahrhundert errichtet. Der Pfarrhof mit der Hausnummer 13, westlich der Pfarrkirche Saxen gelegen, steht unter Denkmalschutz.

## Beschreibung
Der zweigeschoßige Walmdachbau besitzt eine fünfachsige Fassade mit Putzgliederung. Im Inneren sind noch Stichkappen-Tonnengewölbe der Erbauungszeit erhalten. 
Vor dem Pfarrhaus steht ein Denkmal für den heiligen Johannes Nepomuk.

## Trivia
Im Jahr 1688 legte Pfarrer Ignaz Ritter ein Nachrichtenbuch über den Besitzstand der Pfarre und das Brauchtum und die Gepflogenheiten im Jahreslauf an, in dem es heißt: 

„Am Allerheiligentag kommen die Kinder um Heiligenstritzel, welche beim Bäcker zu kaufen sind. Jedes bekommt einen Stritzel im Wert von 1 Pfenning und Nüsse und Äpfel“

 Das ist die früheste bisher bekannte schriftliche Erwähnung des traditionellen Allerheiligenstriezels.